# Лебгиль, Уильям
Уильям Лебгиль (фр. William Lebghil; род. 9 июля 1990, Вильнёв-Сен-Жорж, Франция) — французский актёр.

## Биография
Уильям Лебгиль родился 9 июля 1990 года в Вильнёв-Сен-Жорже (Франция). С детства Уильям мечтал стать актёром. Когда ему исполнилось 10 лет, он пошёл на курсы актёрского мастерства. Чтобы оплатить обучение, Уильяму приходилось работать в психиатрической больнице.
По окончании средней школы Лебгиль поступил в Школу драматического искусства Жана Перимони, после окончания которой в 2011 году сразу получил свою первую роль в фильме Дениса Тибо «Миф».
В 2011 году Уильям Лебгиль снялся в сериале «Сода», в котором сыграл роль Слимана — лучшего друга Адама, роль которого исполнил актёр Кев Адамс. Сериал, демонстрировавшийся на телеканале «M6», пользовался большим успехом, особенно у молодёжи, благодаря чему Уильям получил желаемый успех. Параллельно со съёмками в кино и на телевидении актёр играл в театральных постановках «Горбун из Нотр-Дама», «Подросток» и многих других.
В 2015 году актёр сыграл роль Халида в комедии Артура Бензакена «Новые приключения Аладдина» и роль Лео в короткометражном фильме Бенжамина Буана «Кто платит?».
В 2017 году Уильям Лебгиль снялся в фильмах «Ищите женщину» и «Великолепная команда», за роль в котором претендовал на номинацию французской национальной кинопремии «Сезар» как «самый перспективный актёр».
В 2018 году актёр снялся в романтической комедии Виктора Сен Макаре «По(друг)а» и совместно с Венсаном Лакостом в драматической ленте «Первый год» режиссёра Тома Лилти. В 2019 году за роль Бенджамина Ситбона в «Первом году» Лебгиль был номинирован на премию «Сезар» в категории самый перспективный актёр.